# Platja de s’Home Mort
Platja de s’Home Mort (‚Strand des toten Mannes‘) ist ein Sandstrand an der Nordostküste der spanischen Baleareninsel Mallorca. Er befindet sich im Norden der Gemeinde Santa Margalida innerhalb des Ortes Son Serra de Marina.

## Lage und Beschreibung

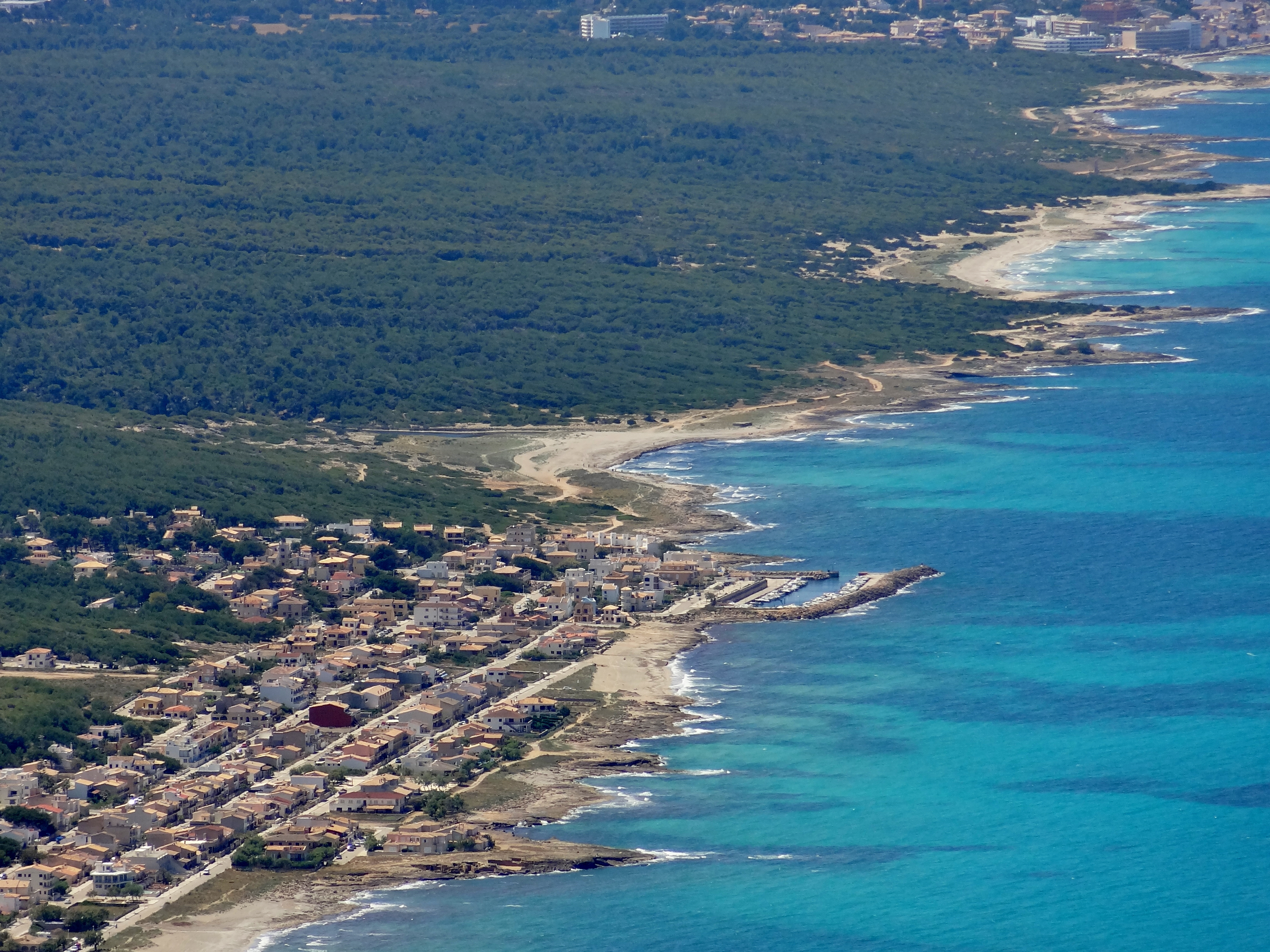
Lage an der Badia d’Alcúdia

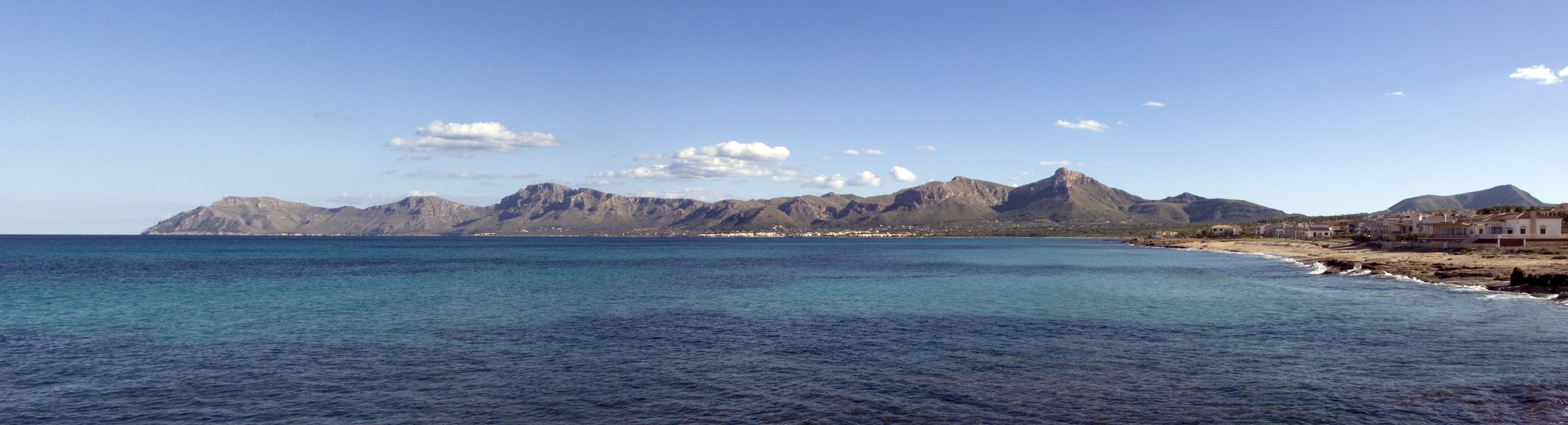
Platja de s’Home Mort vor dem Hintergrund des Bergmassivs von Artà

Die Platja de s’Home Mort befindet sich inmitten des Ortes Son Serra de Marina an der Badia d’Alcúdia (‚Bucht von Alcúdia‘). Der Strand wird deshalb auch des Öfteren als Platja de Son Serra de Marina bezeichnet, obwohl es einen weiteren Strand weiter östlich gibt, der diesen Namen trägt. Die Platja de s’Home Mort ist zeitweise mit Seegrasablagerungen bedeckt. Dies und der Umstand, dass es im Osten des Ortes den großen Strand von S’Arenal de Sa Canova gibt, führt zu einer nur mäßigen Besucherauslastung.
Zwischen den Uferfelsen am Hafen Es Mollet de Son Serra de Marina am Punta de Sa Barraca im Westen und dem Felsstreifen im Osten Es Corral des Marbres zieht sich der Sandstrand von s’Home Mort etwa 210 Meter am Meer entlang. Seine größte Breite beträgt ungefähr 50 Meter. Parallel zur Küstenlinie begrenzt die Uferstraße hinter den Dünen den Strand. Dahinter besteht die Bebauung aus ein- bis zweigeschossigen Häusern, die oft nur zeitweise bewohnt sind. Einige der Häuser an der Westseite stehen direkt am Strand.

## Zugang
Nach Son Serra de Marina führt eine Straße nach Norden, die am Kilometer 14,4 von der Landstraße MA-12 zwischen Artà und Alcúdia abzweigt. Die Straße zur Küste trägt nach dem an der Einmündung stehenden Talaiot, einem vorgeschichtlichen Bauwerk, den Namen Avinguda del Talaiot de sa Nineta und endet am Yachthafen von Son Serra de Marina. Die Platja de s’Home Mort grenzt unmittelbar östlich an den Hafen.